# 托托拉爾縣

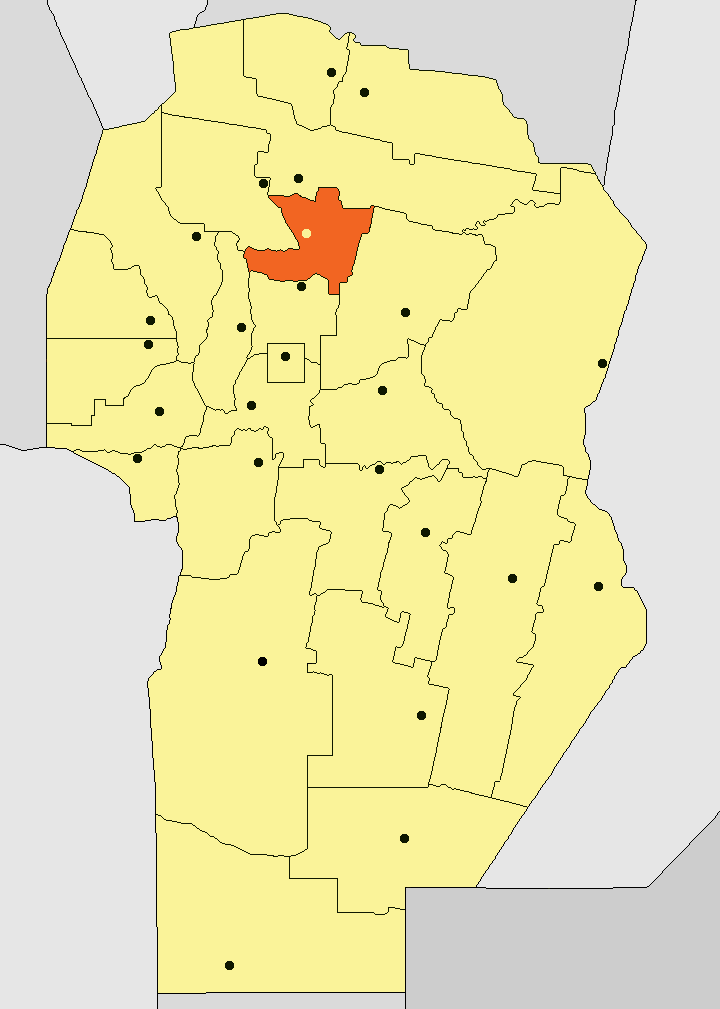

30°49′S 63°43′W / 30.817°S 63.717°W
托托拉爾縣（西班牙語：Departamento Totoral），是阿根廷的縣份，位於該國中部科爾多瓦省，首府設於托托拉爾鎮，面積3,145平方公里，2010年人口18,556，人口密度每平方公里5.9人。